# Chen Longcan
Chen Longcan (陈龙灿) (Xindu (Sichuan), 21 maart 1965) is een Chinees tafeltennisser. Hij won in 1986 de World Cup enkelspel en samen met Wei Qingguang het wereldkampioenschap dubbelspel 1987. De Chinezen werden samen de allereerste olympisch kampioenen dubbelspel op de Spelen van 1988.

## Sportieve loopbaan
Chen verspeelde zijn eerste kans op een wereldtitel toen hij in Göteborg 1985 de finale bereikte in het enkelspeltoernooi. Hij kon in de eindstrijd zijn landgenoot Jiang Jialiang niet de baas. Een jaar later nam Chen revanche, toen hij Jialiang trof in de finale van de World Cup en ditmaal wel aan het langste eind trok.
Op het WK 1987 in New Delhi was het opnieuw raak voor Chen, maar nu in het dubbelspel. Samen met zijn landgenoot Wei Qingguang versloeg de Chinees het Joegoslavische koppel Zoran Primorac/Ilija Lupulesku, voor wat zijn enige WK-titel in een individueel evenement werd. Daarnaast werd de Chinees zowel in 1985 als 1987 wereldkampioen in het toernooi voor landenteams.
Chen en Wei bereikten in 1988 samen ook de dubbelspelfinale van de Olympische Zomerspelen in Seoel, het enige olympische toernooi waaraan Chen meedeed. In de eindstrijd waren wederom Primorac en Lupulesku de pineut. Hij bereikte ook opnieuw de eindstrijd van de World Cup dat jaar, maar moest de winst ditmaal aan de Pool Andrzej Grubba laten.

## Erelijst
Belangrijkste resultaten:
- Olympisch kampioen dubbelspel 1988 (met Wei Qingguang)
- Winnaar World Cup enkelspel 1986 (verliezend finalist in 1988)
- Wereldkampioen dubbelspel 1987 (met Wei Qingguang)
- Verliezend finalist WK-enkelspel 1985
- Winnaar WK landenteams 1985 en 1987 (met China)
- Winnaar Azië Cup enkelspel 1985
- Verliezend finalist Aziatische Spelen dubbelspel 1990 (met Wei Qingguang)
- Winnaar Aziatisch kampioenschap enkelspel 1988 (verliezend finalist in 1984)
- Winnaar Aziatisch kampioenschap dubbelspel 1988 (met Wei Qingguang), verliezend finalist in 1984 (met Wang Huiyuan) en 1986 (met Wei Qingguang)

1988: Wei Qingguang / Chen Longcan ·
1992: Lu Lin / Wang Tao ·
1996: Liu Guoliang / Kong Linghui ·
2000: Wang Liqin / Yan Sen ·
2004: Chen Qi / Ma Lin